# 1453

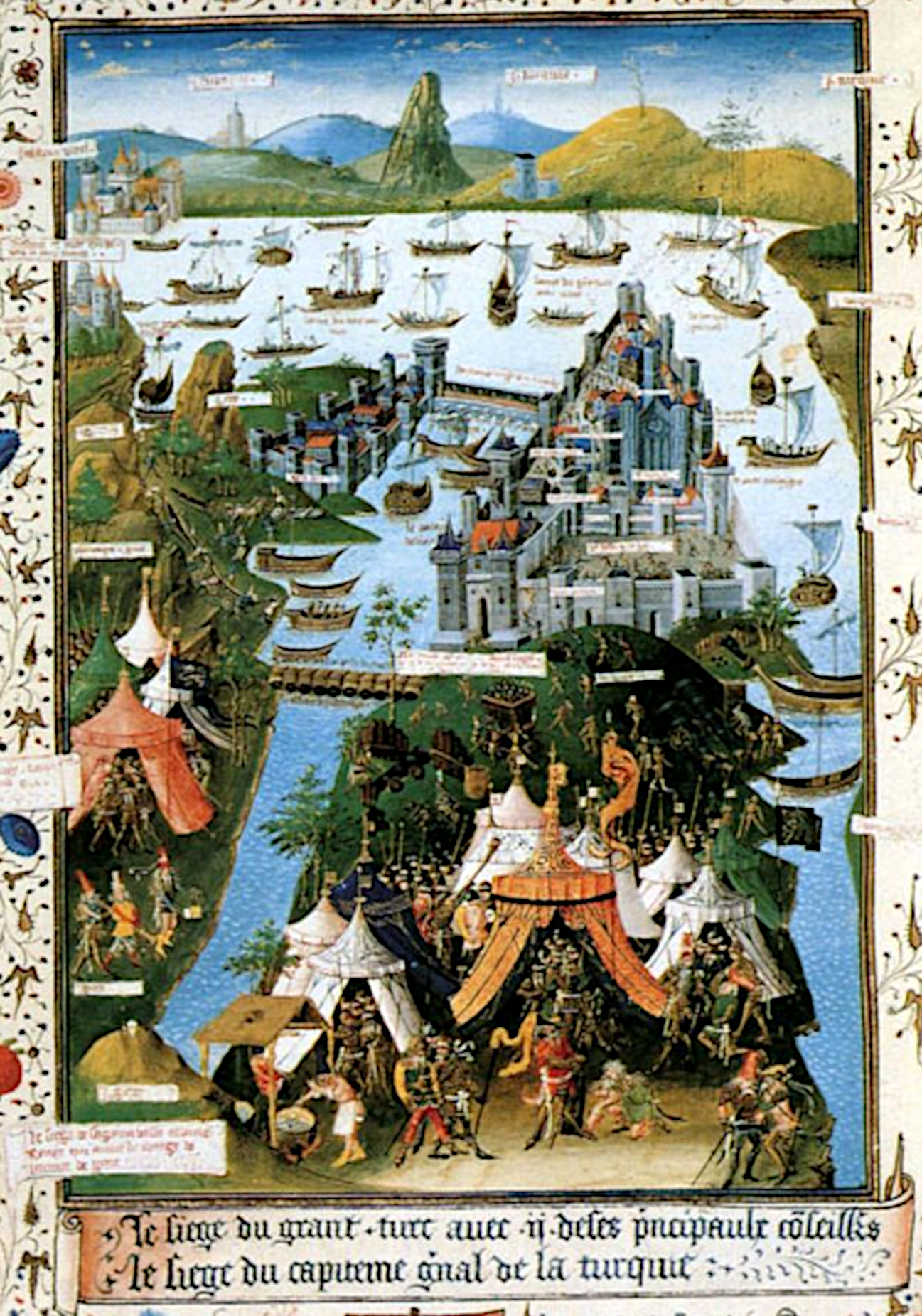
Beleg van Constantinopel

Het jaar 1453 is het 53e jaar in de 15e eeuw volgens de christelijke jaartelling.

## Gebeurtenissen
- 6 januari - Een moordaanslag op paus Nicolaas V wordt ternauwernood voorkomen.
- 2 april - De Ottomaanse sultan Mehmet II begint de belegering van Constantinopel, zie Beleg en val van Constantinopel (1453)
- 18 april - In de Eerste Markgravenoorlog wordt officieel vrede gesloten. Markgraaf Albrecht Achilles van Brandenburg ontruimt de door hem bezette gebieden, en ontvangt hiervoor van de Rijksstad Neurenberg een vergoeding.
- 29 mei - De Val van Constantinopel; inname van Constantinopel door de Ottomanen. Einde van wat overigens pas later het Byzantijnse Rijk ging heten. Constantinopel wordt de hoofdstad van het Ottomaanse Rijk.
- 17 juli - Slag bij Castillon: Franse overwinning op de Engelsen. Einde van de Honderdjarige Oorlog, Engeland verliest alle bezittingen op het vasteland met uitzondering van Calais.
- 23 juli - Slag bij Gavere: Filips de Goede verslaat de opstandige stad Gent. Gent wordt gedwongen de Vrede van Gavere te tekenen. Einde van de Gentse Opstand.
- Ladislaus Posthumus wordt gekroond tot koning van Bohemen.
- Keizer Frederik III (1415-1493) erkent het privilegium maius en daarmee de aartshertogstitel van de Oostenrijkse hertogen. Officieel begin van het aartshertogdom Oostenrijk.
- De Universiteit van Istanboel wordt opgericht.
- Het huwelijk tussen Hendrik IV van Castilië en Blanca II van Navarra wordt ontbonden.
- Ulrich V van Württemberg huwt Margaretha van Savoye.

## Kunst

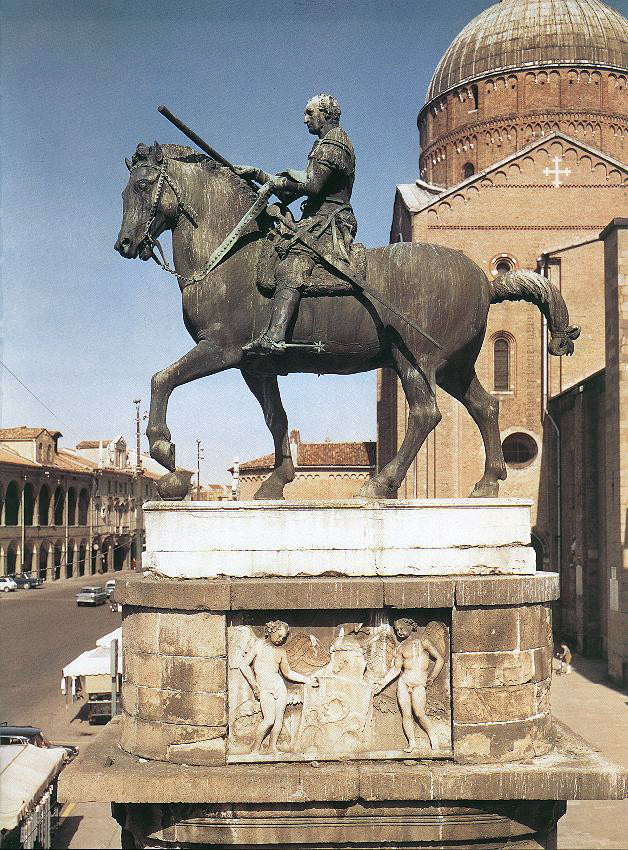
Donatello: Gattamelata
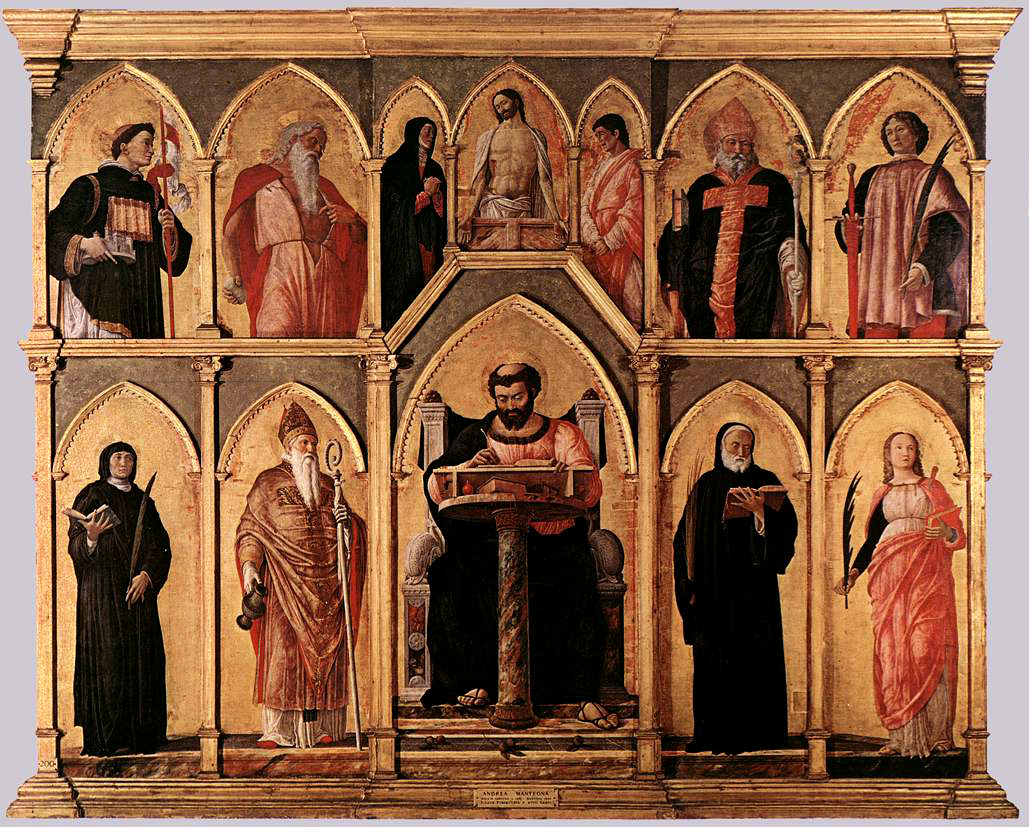
Andrea Mantegna: Altaarstuk van San Lucas
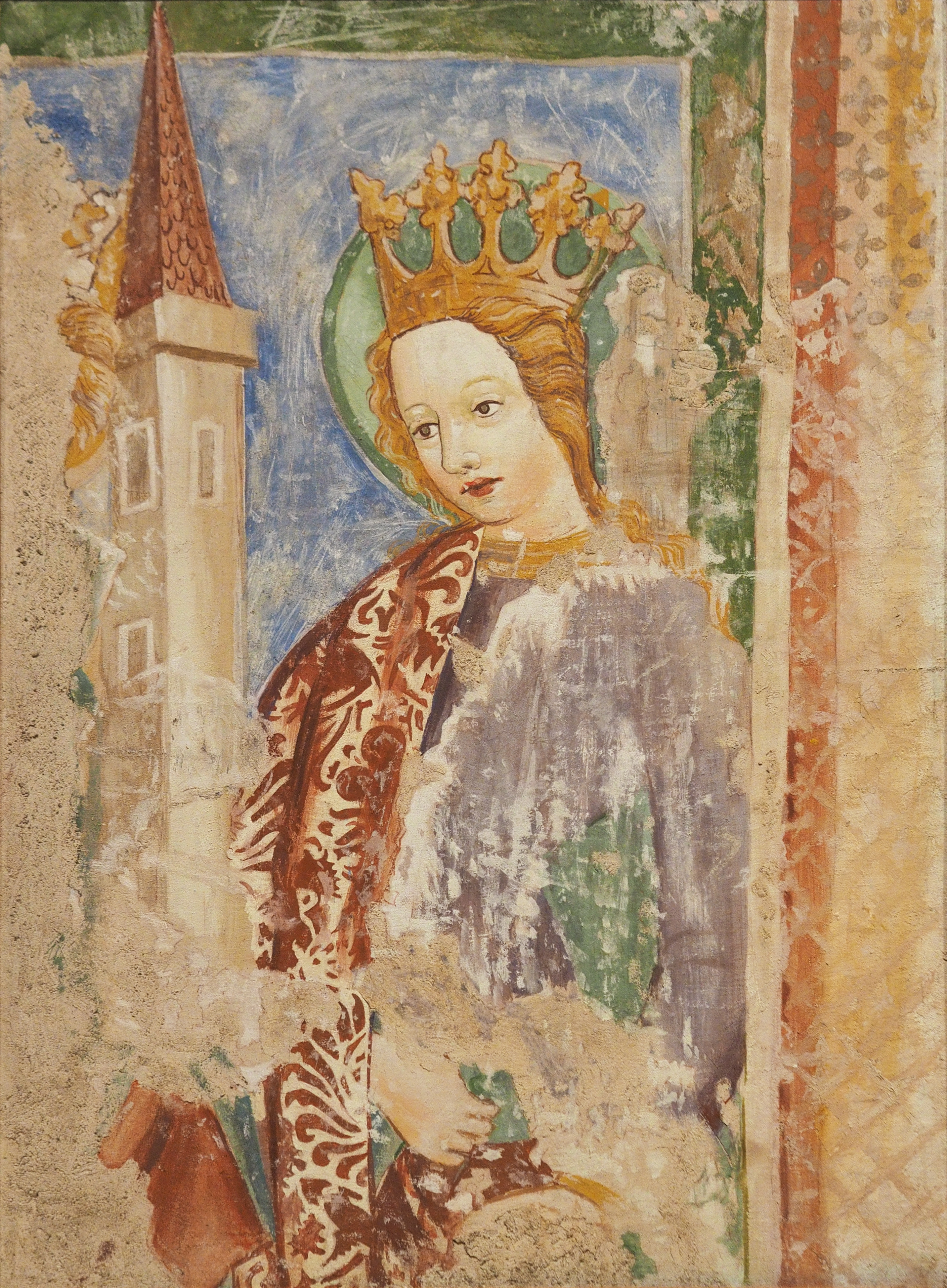
meester Bolfgang: Sint Barbara (fresco)

## Opvolging
- Baden - Jacob opgevolgd door zijn zoons Karel I, Bernhard II en George
- Byzantium - Constantijn XI Palaiologos Dragases opgevolgd (enkel titulair) door zijn broer Thomas Palaiologos, despoot van Morea
- patriarch van Constantinopel - Athanasius II opgevolgd door Gennadius II
- Granada - Mohammed IX opgevolgd door Mohammed XI
- Lotharingen - Isabella opgevolgd door haar zoon Jan II
- Mamelukken (Egypte) - Zaher Gaqmaq opgevolgd door Mansour Osman Ben Gaqmaq, op diens beurt opgevolgd door Ashraf Inal
- Naxos - Gian Giacomo Crispo opgevolgd door Guglielmo II Crispo
- Palts-Simmern-Zweibrücken - Stefan opgevolgd door zijn zoons Frederik I (Palts-Simmern) en Lodewijk I (Palts-Zweibrücken)
- Noordelijke Yuan (Mongolen) - Agbarjin als opvolger van Tayisung Khan Toghtoa Bukha, op zijn beurt opgevolgd door Esen tajsj

## Afbeeldingen

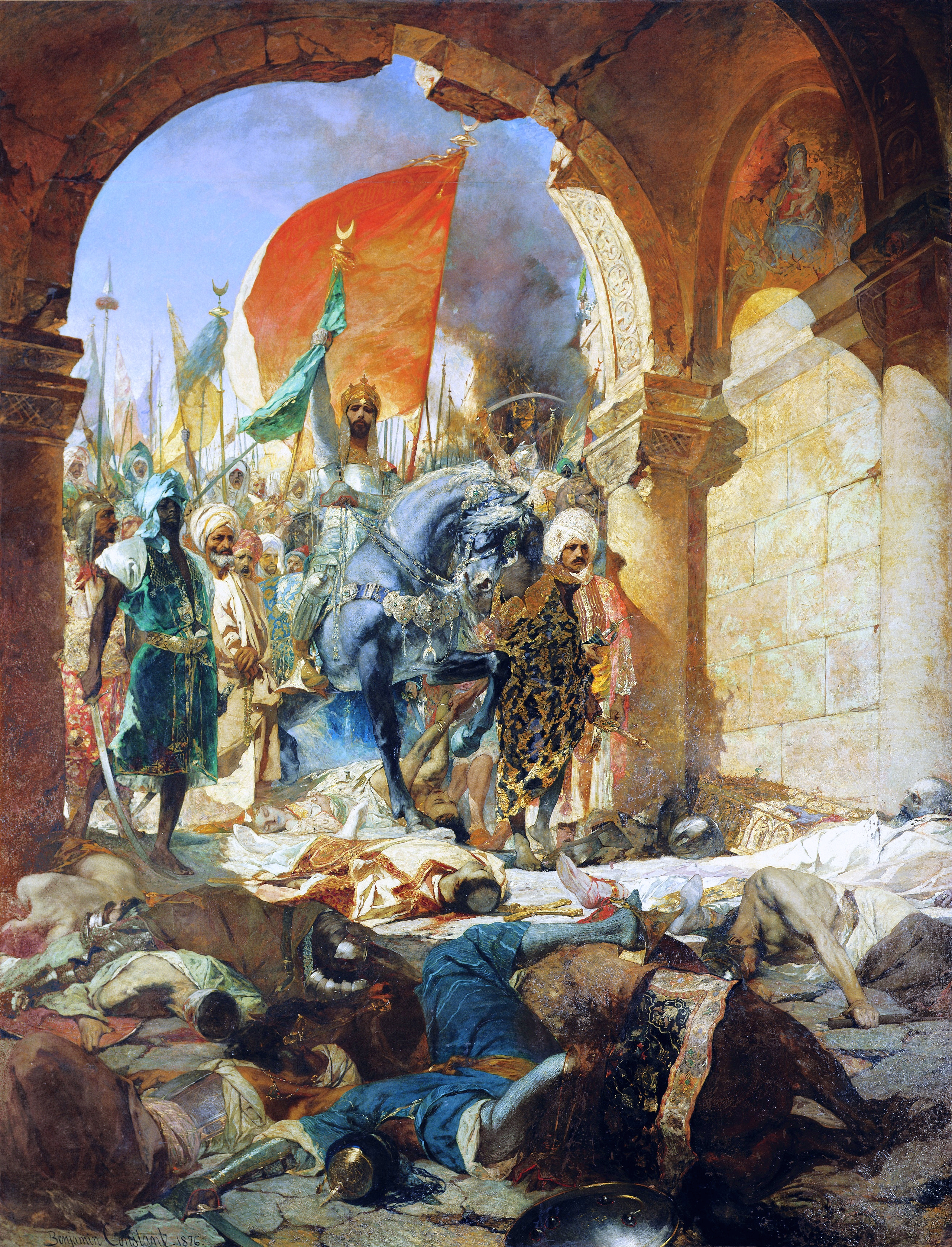
Mehmet II trekt Constantinopel binnen
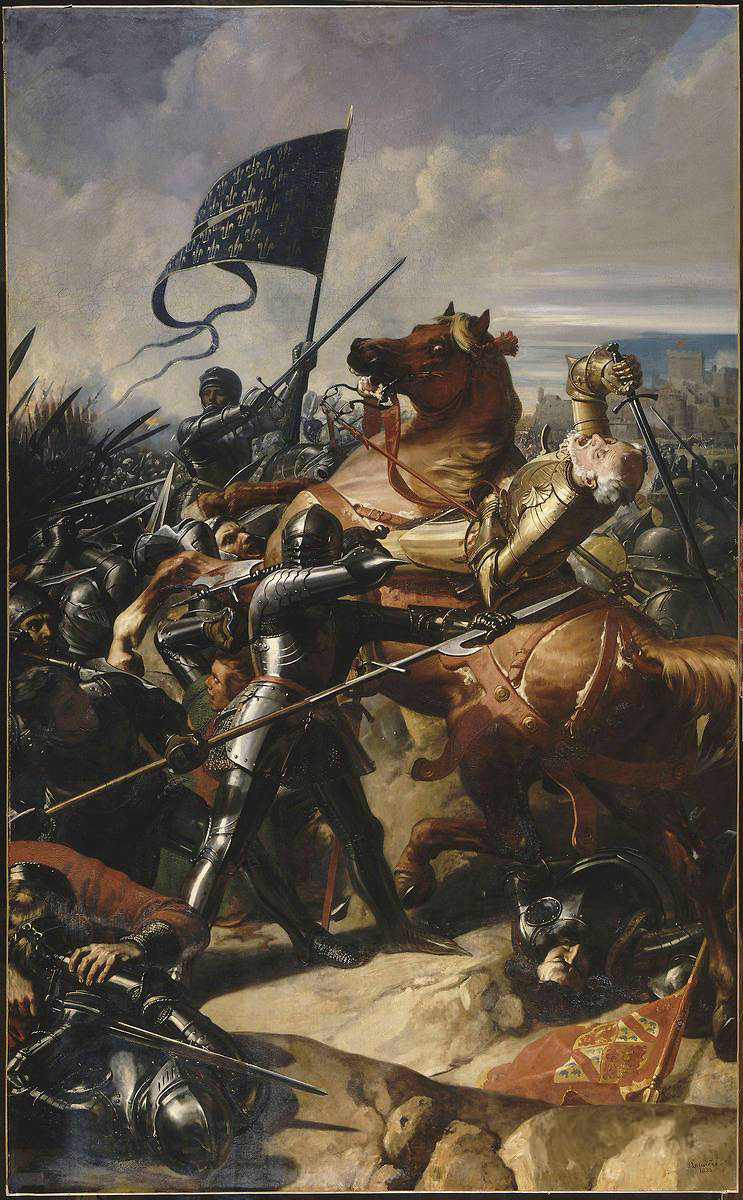
John Talbot sneuvelt in de Slag bij Castillon
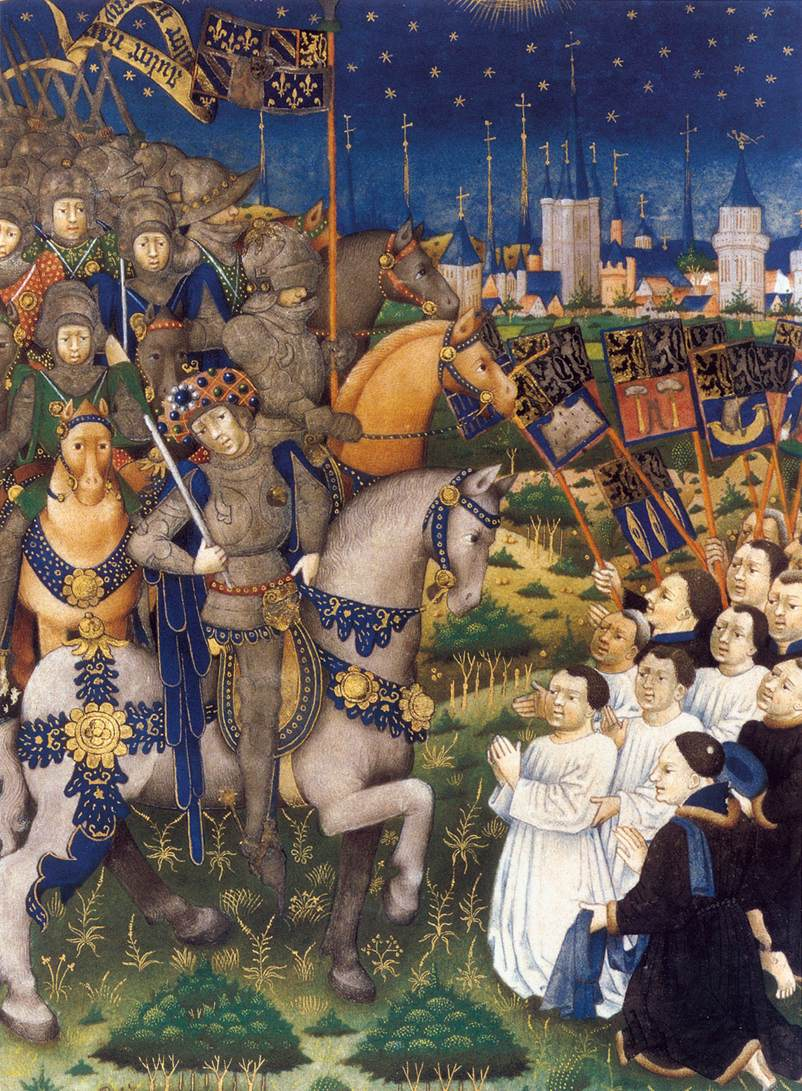
De burgers van Gent geven zich over aan Filips de Goede
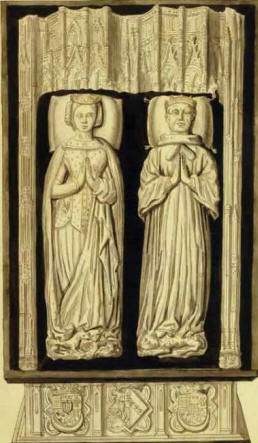
graf van Isabella van Lotharingen

## Geboren
- 25 maart - Giuliano di Piero de' Medici, Florentijns staatsman
- 16 augustus - Jan Standonck, Zuid-Nederlands theoloog
- 1 september - Gonzalo Fernández de Córdoba, Spaans legeraanvoerder
- 13 oktober - Eduard van Westminster, Engels prins
- 13 november - Christoffel I, markgraaf van Baden
- 17 november - Alfons van Trastámara en Avís, Castiliaans prins
- Afonso de Albuquerque, Portugees onderkoning van India
- Rinchen Öser, Tibetaans geestelijk leider
- Chödrag Yeshe, Tibetaans geestelijk leider
- Bolesław V van Warschau, Pools edelman (jaartal bij benadering)
- Simonetta Vespucci, Genuees edelvrouw (jaartal bij benadering)

## Overleden
- 28 februari - Isabella van Lotharingen (~52), hertogin van Lotharingen
- 29 mei - Giovanni Giustiniani, Genuees militair
- 29 mei - Constantijn XI Palaiologos Dragases (49), keizer van Byzantium (1449-1453)
- 1 juni - Çandarlı Halil Pasha, Ottomaans staatsman
- 2 juni - Álvaro de Luna (~64), Castiliaans staatsman
- 15 juni - Sophia van Litouwen (~81), echtgenote van Vasili I van Moskou
- 27 juni - Bastaard van Blancstain, Vlaams roverhoofdman
- 17 juli - John Talbot, Engels legeraanvoerder
- 20 juli - Enguerrand de Monstrelet (~63), Frans kroniekschrijver
- juli - Jacques de Lalaing (~32), Bourgondisch ridder
- 13 oktober - Jacob van Baden (46), markgraaf van Baden
- 21 november - Jan I van Lüben (~28), Silezisch edelman
- 24 december - John Dunstaple (~63), Engels componist
- december - Matheus van Foix-Comminges (~64), Frans edelman
- Thongwa Dönden (~37), Tibetaans geestelijk leider
- Taccola, Italiaans ingenieur (jaartal bij benadering)

## Trivia
- De film Fetih 1453 behandelt de Val van Constantinopel
- Het spel Europa Universalis III begint in het jaar 1453